# Muskuskruid-springzaadroest
De Muskuskruid-springzaadroest (Puccinia argentata) is een schimmel behorend tot de familie Pucciniaceae. Het is een roestschimmel die voorkomt op Muskuskruid (Adoxa moschatellina) en Springzaad (Impatiens).

## Kenmerken
- Op Muskuskruid (Adoxa moschatellina) te herkennen aan de oranjegele aeciën met witte rand die alleen ter plekke van de aeciën zwellingen bij de plant veroorzaken.
- Op Springzaad (Impatiens) te herkennen door gladde teliosporen (die van Klein-springzaadroest zijn fijnwrattig).

## Ecologie
De biotrofe parasiet die spermogonia en aecia vormt aan de onderzijde van het blad van Muskuskruid (Adoxa moschatellina) en uredinia en teliosporen vormt aan de onderzijde van het blad van Klein, Groot en Oranje springzaad (Impatiens parviflora, I. noli-tangere en I. capensis), maar niet op Impatiens balsamina (tuinplant) en Reuzenbalsemien (I. glandulifera). 

## Verspreiding
In Nederland komt de soort uiterst zeldzaam voor. In Nederland is Muskuskruid-springzaadroest alleen gevonden in Bunnik in 2010 op Oranjespringzaad in een tuin. Op Muskuskruid is deze roest in 2010 gevonden net over de grens in Duitsland, dus hij zal op deze waardplant in Nederland te verwachten zijn.